# Sreylen Chhoeun
Sreylen Chhoeun (ur. 22 sierpnia 2004) – kambodżańska zapaśniczka walcząca w stylu wolnym. Dziesiąta na igrzyskach azjatyckich w 2022. Brązowa medalistka igrzysk Azji Południowo-Wschodniej w 2023. Druga na mistrzostwach Azji Południowo-Wschodniej w 2023 roku. 